# 니콜라스 탈리아피코
니콜라스 알레한드로 탈리아피코(스페인어: Nicolás Alejandro Tagliafico, 1992년 8월 31일~)는 아르헨티나의 축구 선수이며, 포지션은 왼쪽 풀백이다. 현재 올랭피크 리옹 소속으로 뛰고있다.